# Barbara Zutt
Barbara Tesselaar-Zutt (7 maart 1981) is een Nederlandse voormalig langeafstandsloopster en duatlete. Ze won in 2004 het zilver op het wereldkampioenschap duatlon voor beloften, en eindigde meerdere malen op het podium bij een nationaal duatlon- of atletiekkampioenschap. Na haar loopcarrière werd ze actief als wielrenster bij gravelraces en mountainbike strandraces. In december 2022 won ze een zilveren medaille bij de Europese Kampioenschappen Strandrace in de Master categorie.

## Loopbaan
Barbara Zutt heeft verschillende sporten gedaan. Op achttienjarige leeftijd werd ze lid van atletiekvereniging AV Hera, maar was tot 2004 met name actief als duatlete. Haar beste prestatie in deze tak van sport is het behalen van een zilveren medaille op het WK voor neo-senioren (onder 23 jaar). Ook werd ze vijfde op het EK duatlon in het in Wales gelegen Swansea. Hierna maakte ze de overstap naar de atletiek.
In 2004 won ze ook de halve marathon van Groet Uit Schoorl in een persoonlijk record van 1:16.41 en brons op de Nederlandse kampioenschappen veldlopen en NK 10.000 m. Twee jaar later werd ze tiende op de halve marathon van Egmond.
In 2008 verraste Zutt bij de Dam tot Damloop door Selma Borst in de eindsprint te verslaan en als eerste Nederlandse te finishen in 59.14 tegen 59.20 voor Borst. Derde Nederlandse was Ingrid Prigge in dezelfde tijd als Borst. Het trio liep lange tijd samen. Kort daarna startte Zutt in de marathon van Chicago. 'Dat wordt mijn debuut. Ik ga weg op een schema van 2.50', aldus de 27-jarige tandarts. Dat lukte redelijk. Ze finishte er uiteindelijk na 2:52.05.
Haar ambitie was deel te nemen aan de Olympische Spelen van 2012 op de marathon. Het lukte haar echter niet om haar tijden aan te scherpen en onder de A-limiet van 2:37.00 of B-limiet van 2:43.00 te duiken.

## MTB strand- en gravelraces
Tesselaar-Zutt begon in de jaren twintig te fietsen bij de Wielervereniging Noord-Holland uit Alkmaar. Begin 2022 werd ze derde bij de MTB Beachrace Zeeland en daarmee won ze de wedstrijd voor rijders met een startlicentie.
In september kwam ze als 10e vrouw aan bij de Gravel One Fifty in Veenhuizen (Noordenveld).
Eind 2022 won ze bij de Europese Kampioenschappen Mountainbike Strandrace te Duinkerke, met een zesde plek in de vrouwenwedstrijd, een zilveren medaille in de Mastercategorie.
Begin 2023 werd ze derde bij de strandrace in Scheveningen en negende bij de Nederlandse Kampioenschappen Strandrace.

## Persoonlijk
In 2008 woonde Zutt in Oudkarspel; sinds 2023 woont ze met haar man en drie kinderen in Waarland. In 2004 studeerde ze af bij het Academisch Centrum Tandheelkunde Amsterdam (ACTA). Van beroep is ze tandarts. Naast haar eigen praktijk in Schagen werkt ze één dag per week in een verpleegtehuis.

## Persoonlijke atletiekrecords
Baan
| Onderdeel | Prestatie     | Datum           | Plaats    |
| --------- | ------------- | --------------- | --------- |
| 1500 m    | 4.31,54       | 3 juni 2006     | Uden      |
| 3000 m    | 9.37,14       | 4 augustus 2006 | Heiloo    |
| 5000 m    | 16.26,6 (mix) | 7 augustus 2004 | Heiloo    |
| 10.000 m  | 35.43,7       | 1 mei 2004      | Gorinchem |

Weg
| Onderdeel      | Prestatie | Datum             | Plaats        |
| -------------- | --------- | ----------------- | ------------- |
| 10 km          | 34.24     | 29 augustus 2004  | Zevenaar      |
| 15 km          | 54.02     | 7 december 2003   | 's Heerenberg |
| 10 Eng. mijl   | 59.14     | 21 september 2008 | Zaandam       |
| halve marathon | 1:16.41   | 15 februari 2004  | Schoorl       |
| marathon       | 2:52.05   | 12 oktober 2008   | Chicago       |

## Palmares

### Duatlon
- 2002: 8e Euroduatlon van Beersel - 1:48.38
- 2002:  Duatlon van Dedemsvaart - 2:15.01
- 2002: 4e Duatlon van Lelystad - 2:13.05
- 2002: 4e NK in Soesterberg - 2:11.21
- 2002: 6e Duatlon van Valkenburg a/d Geul - 2:20.43
- 2002:  Duatlon van Weert - 1:38.22
- 2003:  NK - 2:15.25
- 2003: 4e WK neosenioren in Geel
- 2004:  Duatlon van Alvegem - 1:26.14
- 2004:  WK (onder 23 jaar)
- 2004: 5e EK elite in Swansea - 2:04.28

### Atletiek
- 2001: 14e Parelloop - 37.29
- 2002: 14e Parelloop - 38.46
- 2003:  Groet uit Schoorl Run (21,1 km) - 1:20.02
- 2004: 8e halve marathon van Egmond - 1:21.02
- 2004:  NK cross in Holten - 22.02
- 2004:  NK 10.000 m in Gorinchem - 35.43,7
- 2004:  Groet Uit Schoorl Run (21,1 km) - 1:16.41
- 2004: 8e Bredase Singelloop - 1:19.07
- 2004: 5e SevenaerRun - 34.24
- 2004:  10 EM van Hoek van Holland
- 2005: 11e halve marathon van Egmond - 1:20.11
- 2005: 5e NK in Schoorl (10 km) - 34.51
- 2005: 7e Montferland Run - 55.49
- 2006: 10e halve marathon van Egmond  - 1:19.32
- 2006: 11e Bredase Singelloop - 1:23.50
- 2006: 14e Groet Uit Schoorl Run (10 km) - 35.47
- 2006: 4e NK halve marathon in Den Haag - 1:19.58 (6e overall)
- 2006: 16e Dam tot Damloop - 1:00.50
- 2007: 8e halve marathon Rotterdam - 1:21.38
- 2007: 4e NK in Schoorl (10 km) - 35.34
- 2007:  NK 5000 m - 17.07,94
- 2007: 8e Silvestercross, Soest - 25.46
- 2008: 13e halve marathon van Egmond - 1:25.39
- 2008: 6e NK in Den Haag - 1:21.48 (9e overall)
- 2008: 12e Dam tot Damloop (10 EM) - 59.14
- 2008:  halve marathon van Texel - 1:29.01
- 2008: 20e Chicago Marathon - 2:52,05
- 2011: 14e City-Pier-City Loop - 1:21.32
- 2011: 18e marathon van Amsterdam - 2:53.08
- 2012: 17e halve Marathon Venlo - 1:21.22

### MTB strand en gravel
- 2022: 3e MTB Beachrace Zeeland
- 2022: 10e Gravel One Fifty, Veenhuizen (Noordenveld)
- 2022:  EK MTB Strandrace Masters, 6e plaats vrouwen algemeen
- 2023: 3e MTB Beachrace Scheveningen
- 2023: 9e vrouwen algemeen NK strandrace